# 윤미래
윤미래(尹未來, 본명: 나타샤 샨타 리드(영어: Natasha Shanta Reid 너태샤 샨타 리드[*]), 1981년 5월 31일~)는 대한민국에서 활동하는 한국계 미국인 가수이다. 1997년에 업타운 (Uptown)을 통해 데뷔했으며, 현재는 솔로 활동과 병행하여 MFBTY 멤버로도 활동하고 있다. Movement 크루 소속이었으며, 현재 소속 레이블은 필굿뮤직 (Feel Ghood Music)이다. T는 Baby T라는 애칭으로도 불린다. 2007년 6월에 타이거 JK와의 7년의 열애 끝에 결혼식을 올렸고, 2008년 3월에 조단(祚檀)을 낳았다.

## 생애

### 어린 시절과 업타운
윤미래는 미국 텍사스주에서 한국인 어머니와 아프리카계 미국인이며 주한미군이었던 아버지 토머스 J. 리드(Thomas J. Reid, 후일 예비역 미국 육군 중사 계급 전역) 사이에서 무남독녀 외동딸로 태어났다. 어릴 적부터 DJ 활동을 하던 아버지의 영향으로 그녀는 자연스럽게 음악과 친해질 수 있었다. 1995년 가요 그룹을 조직하기 위해 미국에서 멤버를 모집하던 프로듀서 정연준의 눈에 띈 그녀는, 1997년 1월 타샤(Tasha)란 이름으로 업타운(Uptown)의 멤버가 되어 데뷔하였다. 그 당시 만 15살이었으나 방송에서는 19살로 활동하였다. 그녀는 R&B 보컬과 랩이 둘 다 된다는 점, 그리고 흔치 않은 여성 래퍼라는 점이 눈에 띄어 인기를 얻었다.
Uptown은 소속사의 영향으로 점차 상업화되어 3집부터 Tasha의 보컬을 중심으로 노래를 하였다. 한편 2000년, 그녀는 피쳐링 등으로 친분을 쌓은 드렁큰 타이거 등과 함께 무브먼트(Movement)를 조직하기도 하였으며, 애니(Annie)와 타샤니(Tashannie)라는 프로젝트 그룹을 결성, "하루 하루" 등의 곡으로 활동하기도 했는데 원래 이효리와 함께 업타운걸로 데뷔할 계획이었으며 타샤니 멤버 애니는 애초 이효리가 속한 핑클 데뷔조였다.

### 솔로 컴백
2000년, 업타운의 멤버들이 대마초를 흡연했다는 사실이 밝혀져 이 사건으로 카를로스(Carlos)와 스티브(Steve)는 국외 추방을 당했으며, 타샤 역시 1심에서 징역 8개월 집행유예 2년의 형을 받았으나, 두 번의 조사에서 윤미래는 모두 무혐의로 풀려났다. 이렇게 Uptown은 해체되고 그녀는 혼자 남아 솔로 데뷔를 준비했다.
2001년 이름을 윤미래 a.k.a. T.Gemini로 바꾼 그녀는 "시간이 흐른 뒤"로 솔로 데뷔하여 좋은 반응을 얻었고, 얼마 지나지 않아 힙합 앨범인 "Gemini"도 발표하였다. 이때 그녀는 일본으로 건너가 DJ Hasebe 등과 교류를 하였으며, 실제로 앨범에 DJ Hasebe나 Sphere 등의 일본 아티스트가 참여하였다. 그러나 2집을 발표한 이후 월드뮤직에서 당시 Uptown 사건으로 자신들의 이미지의 큰 타격을 주었다며 5억원 손해배상 소송을 당하는 일이 생긴다. 이 소송은 잘 마무리되었으나, 이로 인해 윤미래는 오랫동안 활동을 하지 못하게 되었다.
2006년 그녀는 타이거 JK와 함께 정글 엔터테인먼트(Jungle Ent.)의 창립 멤버가 되었으며 4년 만에 세 번째 앨범 "Yoonmirae"로 컴백하여 좋은 반응을 얻었다. 이후 Tiger JK와 결혼, 2008년 3월 아들을 낳았으며, 한동안 산후조리로 휴식을 취하다 2009년 1월에 디지털 싱글을 내고 잠시 활동하였다.

### 해외 진출 및 컴백
2011년 2월 윤미래는 드렁큰 타이거와 함께 SUNZOO라는 프로젝트 그룹을 결성하고 미국으로 건너갔다. 이는 그녀와 드렁큰 타이거의 미국 진출의 발판을 마련하기 위한 글로벌 힙합 프로젝트 그룹으로, tvN의 "정글로 가다"라는 프로그램을 통해 전파를 탄 바 있었다. 그러나 SUNZOO는 생각만큼 가시적인 결과를 얻지는 못하였다. 2011년 8월에는 슈퍼스타K 3 심사위원으로 방송에 출연하였다. 또한, 9월 그녀의 신곡 Get It In의 뮤직비디오 제작 영상이 공개되어 컴백이 머지 않았음을 암시하였다. 이 곡은 10월 말에 공개되었으며, 방송 활동은 2011 MAMA 등을 제외하고는 전무하였으나 이에 불구하고도 주요 음원 차트 1위를 기록하고 SBS 인기가요 순위권에 드는 등 높은 인기를 누렸다.
2011년 10월 윤미래는 미국 MTV에서 "전 세계 최고 여자 래퍼 탑12"에 선정되는 쾌거를 얻었다. 이러한 좋은 반응을 얻는데 이어 2012년 6월에는 미국에서 활동 중인 그룹 Far East Movement의 Live My Life 리믹스 버전에 피쳐링 참여하였으며, 현지 팬들에게 좋은 반응을 얻었다. 또 브라질에서는 Get It In을 인기 연예 프로그램에서 방영하는 등 세계적으로 그녀에게 관심을 보였다.

### 2013년 이후
2013년의 첫 활동으로 윤미래는 타이거 JK, Bizzy와 함께 MFBTY라는 프로젝트 팀을 결성하였다. 이들은 1월 말 신곡을 발표하였으며, 1월 27일 "2013 K-POP Night out at MIDEM 2013" 공연을 통해 정식 데뷔하였다. 이후 2013년 7월에는 돌연 타이거 JK, Bizzy와 함께 정글 엔터테인먼트에서 독립하여 Feel ghood Muzik이라는 새로운 레이블을 설립하고 다시 시작한다는 소식이 타이거 JK의 트위터를 통해 올라왔다. 9월, 윤미래는 Feel Ghood Muzik의 첫 작업물인 드렁큰 타이거 앨범에 Bizzy와 함께 일종의 프로젝트 유닛으로 참여하였으며, 드렁큰 타이거의 앨범 활동 동안 함께 하였다.

## 디스코그래피
- 2001년 9월 10일 As Time Goes By
- 2002년 5월 4일 Gemini (Hiphop Album)
- 2002년 12월 5일 To My Love
- 2003년 4월 25일 Best
- 2007년 2월 23일 Yoonmirae
- 2009년 1월 19일 `떠나지마...` 디지털 싱글
- 2011년 10월 27일 Get It in 디지털 싱글
- 2013년 8월 28일 Touch Love (SBS 수목드라마 주군의 태양 OST Part.4)
- 2014년 8월 27일 너를 사랑해 (SBS 수목드라마 괜찮아, 사랑이야 OST Part.4)
- 2014년 12월 8일 ANGEL 디지털싱글
- 2015년 12월 14일 사랑이 맞을거야 싱글
- 2016년 2월 18일 ALWAYS (KBS 수목드라마 태양의 후예 OST Part.1)
- 2017년 6월 16일 젊은 날의 Sky (KBS 금토드라마 최고의 한방 OST Part.3)
- 2018년 7월 5일 Gemini 2 (Hiphop Album)
- 2021년 8월 27일 It's my life

(tvn 목요드라마 슬기로운 의사생활2 OST Part.10)

## 대표곡
- 시간이 흐른 뒤 (As Time Goes By) - 1집 타이틀곡. 영어 버전 As Time Goes By가 동일 앨범에 실려있다.
- 행복한 나를 - 1집의 후속곡. 에코의 노래를 리메이크한 곡.
- 바보 - 1집의 두 번째 후속곡.
- 삶의 향기 (Soul Flower) - 1집에 수록된, CB 매스와 함께한 곡. 정식 후속곡은 아니었으나 많이 알려져있으며 몇 번 방송 무대에 선 적도 있다.
- Memories (Smiling Tears) - 일본의 보컬 Sakura와 함께한 1.5집 타이틀곡. 영어 버전은 일본 래퍼 Sphere도 참여했으며 동일 앨범에 실려있다.
- Wonder Woman - 1.5집 후속곡. 뮤직비디오가 제작되었다.
- To My Love - 2집 타이틀곡.
- 잊었니 - 3집 타이틀곡.
- 검은 행복 - 3집 후속곡. 아버지인 Thomas J. Reid Yoon이 나레이션으로 참여했다.
- Baby Bye Bye - 미니 컴필레이션 앨범인 랩소디 pt.2에 수록된 곡.
- 떠나지마... - 디지털 싱글 수록곡.
- Get It In - 디지털 싱글 수록곡. 한글 버전과 영어 버전이 둘 다 만들어졌다.
- Angel - 디지털 싱글 수록곡으로 윤미래 with 타이거JK, Bizzy 로 2014년 12월 8일 발표되었다

## 수상 목록
| 연도   | 수상 내역 |
| ------ | --- |
| 2002년 | - 《SBS 가요대전》 R&B 부문상                                                                                 |
| 2008년 | - 제5회 《한국대중음악상》 음반상 - 제5회 《한국대중음악상》 최우수 알앤비&소울 노래상                        |
| 2010년 | - 제4회 《Mnet 20's Choice》 가장 영향력 있는 스타 20인 - 제3회 《스타일 아이콘 어워즈》 스카이뷰티풀셰어링상 |
| 2012년 | - 제5회 《스타일 아이콘 어워즈》 SK-ll 피플스 초이스 - 제6회 아동학대예방의날 보건복지부장관표창              |
| 2013년 | - 제5회 《멜론뮤직어워드》 OST 부문 뮤직스타일상 - 《Mnet 아시안 뮤직 어워드》 베스트 OST                     |
| 2016년 | - 제25회 《하이원 서울가요대상》 본상                                                                         |

### 가요 프로그램 1위
| 연도            | 수상 내역 (총 1회)                                       |
| --------------- | -------------------------------------------------------- |
| 2002년 (총 1회) | - 시간이 흐른 뒤 (총 1회) - 1월 6일 SBS 《인기가요》 1위 |

## 음반 외 활동
- 2011년 tvN 《Tiger JK & 미래 정글로 가다》
- 2011년 SBS 《런닝맨》 게스트 (59회)[14]
- 2011년 Mnet 《슈퍼스타K3》
- 2012년 Mnet 《슈퍼스타K4》

## 홍보대사
- 2016년 5월 대한사회복지회 홍보대사 위촉

## 사건 및 논란

### 마약 복용 혐의
윤미래는 Uptown 멤버들과 타이거 JK와 함께 1999년 12월 마약의 한 종류인 엑스터시를 복용한 혐의로 수배를 받았고, 2000년 8월 3일 서울중앙지방검찰청 강력부에 의하여 검거되어 전격구속 되었다. 1심에서 그녀는 징역 8개월 집행유예 2년의 형을 받았으나, 두 번의 조사에서 윤미래는 모두 무혐의로 풀려났다 이 사건은 Uptown의 해체를 불러왔다.

## 다른 이름
- T
- Tasha는 자신의 영어 본명인 Natasha에서 따온 것으로, Uptown과 타샤니 활동시 썼으나 현재는 쓰지 않고 있다. 단 지금도 가끔 노래 가사에는 등장한다.
- Gemini는 "쌍둥이자리"란 뜻으로 자신의 별자리를 가리킨다. R&B 보컬이 아닌 랩을 하는 T로써 활동할 때 때때로 쓰였으며, Memories가 수록된 힙합 앨범 역시 Gemini란 이름으로 발표하였다. 2004년 Ann의 앨범 수록곡 Triple X에 피쳐링으로 참여했을 때 이 이름을 쓴 것 후로는 한 번도 쓴 적이 없으며, 일부에서는 당시 소속사와의 갈등으로 다른 이름으로 참여한 것이라는 주장이 있다.

## 같이 보기
- 드렁큰타이거
- 타이거 JK
- 무브먼트